# Jorge Dória
Pour les articles homonymes, voir Doria.
Jorge Pires Ferreira, connu sous le nom de scène Jorge Dória, né le 12 décembre 1920 à Rio de Janeiro – mort le 6 novembre 2013  dans la même ville, est un acteur brésilien.
Il est l'un des acteurs qui a remporté le Prêmio Saci.